# Saint-Mariens
Saint-Mariens es una población y comuna francesa, situada en la región de Aquitania, departamento de Gironda. Produce vinos de la AOC Blaye.

## Demografía
| 825 | 794 | 812 | 864 | 1 015 | 1 177 |
| Para los censos de 1962 a 1999 la población legal corresponde a la población sin duplicidades (Fuente: INSEE [Consultar]) |     |     |     |       |       |